# Jean-Pierre Devillers
Jean-Pierre Devillers est un auteur et réalisateur français originaire des Hauts-de-France. Il est spécialisé dans les portraits d'artistes et les documentaires et a réalisé des émissions de télévision (Revu et corrigé, En aparté, C à vous, Le Magazine de la santé...) et des épisodes de la série Caméra Café. Il est notamment l’auteur du documentaire À la vie, à la mort sorti en 2003, qui a inspiré Éric Toledano et Olivier Nakache pour le film Intouchables.

## Carrière
Jean-Pierre Devillers quitte les Hauts-de-France après avoir passé une année à l'école des beaux-arts de Saint-Quentin. Il poursuit ses études à Paris, où il obtient le CAPES d'arts plastiques ainsi qu'une maîtrise en cinéma portant sur le jeune cinéma allemand des années 1960.
Pendant sept ans, Devillers enseigne les arts plastiques à des enfants sourds et réalise des courts-métrages portant sur les entendants face à la surdité. Il participe parallèlement à la création de radios libres dans les années 1980 avec notamment des émissions consacrées au cinéma. Il écrit au cours de cette période un ouvrage sur Wim Wenders, Berlin, L.A., Berlin, préfacé par Samuel Fuller.
Au moment de la naissance de son premier enfant, Quentin, Devillers devient caméraman pigiste pour Canal+ qui le guide vers la mise en images d'émissions sur le cinéma et la réalisation de ses premiers documentaires sur des personnalités du cinéma, notamment Béatrice Dalle, Patrice Leconte, David Lynch, Emir Kusturica, Juliette Binoche, Claude Sautet, Catherine Deneuve, Gérard Depardieu, Françoise Hardy, Roy Lichtenstein, Claude Chabrol, etc. S'ensuit une série documentaire avec Philippe Labro pour France Télévisions portant sur Romy Schneider, James Dean, Dalida, Serge Gainsbourg, Grace Kelly, Ernest Hemingway, Jacques Brel et Marilyn Monroe. La naissance de sa fille Louise coïncide avec l'écriture de documentaires sociologiques et historiques qui l'inciteront plus tard à renouer avec la peinture et le cinéma dans sa réalisation.

## Filmographie

### Séries télévisées
- 2002 : La Semaine du cinéma (2 épisodes)
- 2003 : Le Bateau livre
- 2004 : Faites entrer l'accusé (un épisode, Roberto Succo - Succo le fou)
- 2004 : Comme au cinéma (2 épisodes)
- 2008 : Empreintes (un épisode, Michel Guérard, la cuisine enchantée)
- 2009 : La Grande Librairie (un épisode)
- 2010 : Hors Série (un épisode, Des femmes enchaînées, des femmes déchaînées)
- 2011 : C à vous (un épisode)
- 2012 : Zemmour et Naulleau (7 épisodes)
- 2014 : Docs interdits (2 épisodes)
- 2016 : La Case du siècle (un épisode)
- 2018 : Infrarouge (2 épisodes, William et Kate et Hippocrate aux enfers)

### Téléfilms et documentaires télévisés
- 1996 : Des jumelles singulières
- 1998 : Moi, Jacques Lerouge, ancien condamné à mort
- 1998 : Le Cinéma de Juliette
- 2000 : Le Cinéma de James Cameron
- 2005 : Françoise Hardy, tant de belles choses
- 2005 : Une Américaine à Paris
- 2005 : Un nom en héritage : les Orléans et les Bonaparte
- 2006 : Sénèque, dernier jour
- 2007 : Michel Delpech, le mal entendu
- 2009 : Michel Drucker, itinéraire d'un enfant de la télé
- 2009 : Nana Mouskouri, une femme sans limites
- 2010 : Docteur San-Antonio et Mister Dard
- 2012 : La Toile blanche d'Edward Hopper
- 2014 : Retour au Caucase : Gérard Depardieu dans les pas d'Alexandre Dumas
- 2015 : Stephan Zweig, histoire d’un Européen

### Documentaires
- 2003 : À la vie, à la mort
- 2005 : Renoir(s) en suivant les fils de l'eau
- 2007 : Maurice Pialat, l'amour existe (coréalisatrice : Anne-Marie Faux)
- 2017 : Cannes, the Festival of Liberty (également scénariste)
- 2017 : Une nuit, le Louvre avec Lambert Wilson
- 2017 : La Liste de Varian Fry (également scénariste)